# プロトマー
構造生物学では、プロトマー（英: protomer）とは、オリゴマータンパク質の構造単位である。これは、少なくとも2つの異なるタンパク質鎖で構成される最小のユニットで、このユニットの2つ以上のコピーが結合してより大きなヘテロオリゴマーを形成する。
この用語は、Na/K-ATPase酵素の命名法を明確にするために、Chetverinによって導入された。この酵素は、2つのサブユニットで構成されている。大きな触媒作用を持つαサブユニットと、より小さな糖タンパク質のβサブユニット（加えてγサブユニットと呼ばれるプロテオリピド）である。当時は、それぞれがどれだけの数が一緒に働いているのか不明であった。さらに、人々が二量体について語るとき、それがαβを指しているのか、(αβ)2を指しているのか、はっきりしなかった。Chetverinは、αβをプロトマー、(αβ)2をジプロトマーと呼ぶことを提案した。
プロトマーは通常、周期対称に配置され、閉じた点群対称性を形成する。
化学の分野では、プロトンの位置によって互変異性を示す分子を、いわゆるプロトマーと呼んでいる。

## 例
ヘモグロビンは、4つのサブユニット（2つのαと2つのβ）からなるヘテロ四量体である。ただし、構造的にも機能的にもヘモグロビンは(αβ)2と表現した方が適切なので、2つのαβプロトマーの二量体、つまりジプロトマーと呼ぶ。
アスパラギン酸カルバモイルトランスフェラーゼは、α6β6サブユニット構成を持っている。6つのαβプロトマーはD3対称に配置されている。
ウイルスカプシドはしばしばプロトマーで構成されている。
化学の例では、チロシンや4-アミノ安息香酸が挙げられる。前者は脱プロトン化されてカルボン酸アニオンおよびフェノキシドアニオンを形成してもよく、後者はアミノ基またはカルボキシル基でプロトン化してもよい。